# 4313 Bouchet
4313 Bouchet eller 1979 HK1 är en asteroid i huvudbältet som upptäcktes den 21 april 1979 av den belgiske astronomen Henri Debehogne vid La Silla-observatoriet. Den är uppkallad efter Patrice Bouchet.
Asteroiden har en diameter på ungefär 18 kilometer.